# Марія Амалія Саксонська (1757—1831)
Марія Амалія Саксонська (нім. Maria Amalie von Sachsen), повне ім'я Марія Амалія Анна Йозефіна Антонія Юстіна Августа Ксаверія Алоїзія Йоганна Непомуцена Магдалена Вальпургіс Катерина Саксонська (нім. Maria Amalie Anna Josephina Antonia Justina Augusta Xaveria Aloysia Johanna Nepomucena Magdalena Walpurgis Katharina von Sachsen, 26 вересня 1757 — 20 квітня 1831) — саксонська принцеса з Альбертинської лінії Веттінів, донька курфюрста Саксонії Фрідріха Крістіана та баварської принцеси Марії Антонії, дружина герцога Пфальц-Цвайбрюкена Карла II.

## Біографія
Народилась 26 вересня 1757 року у Дрездені. Була п'ятою дитиною та першою донькою в родині кронпринца Саксонії Фрідріха Крістіана та його дружини Марії Антонії Баварської. Мала старших братів: Фрідріха Августа, Карла Максиміліана, Йозефа й Антона. Згодом сімейство поповнилося сином Максиміліаном та донькою Терезою Марією.
Батько, ставши курфюрстом Саксонії восени 1763 року, правив всього два місяці, загинувши від віспи. Матір більше не одружувалася. До 1768 року вона разом із діверем Францем Ксавером була регенткою країни, також займалася підприємницькою діяльністю.
У 16-річному віці Марія Амалія була видана заміж за 27-літнього князя Біркенфельд-Бішвайлеру Карла II, який до того ж був графом Раппольштайна. Вінчання відбулося 12 лютого 1774 року у Дрездені. Перший час після весілля пара мешкала у Нойбурзькому замку. Наприкінці наступного року Карл успадкував герцогство Пфальц-Цвайбрюкенське. У подружжя народився єдиний син: Карл Август Фрідріх (1776—1784) — прожив 8 років.
Від 1779 року резиденцією сімейства був замок Карлсберг, відомий зібраними колекціями творів мистецтва.

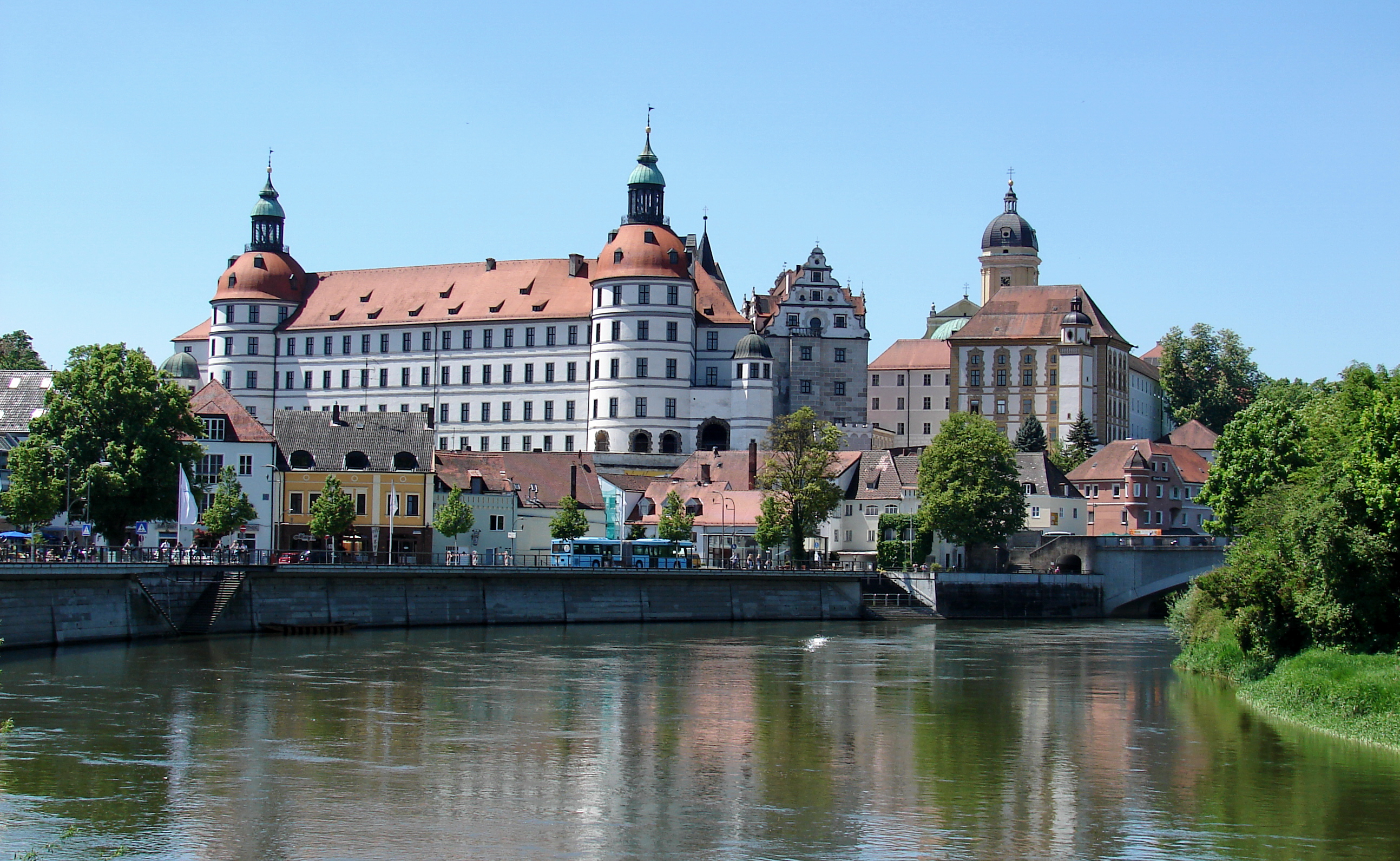
Нойбурзький замок

У лютому 1793 року Карл втік від французької армії до Мангейму, де і помер за два роки. Замок Карлсберг був спалений. Наступним герцогом Пфальц-Цвайбрюкену став Максиміліан Цвайбрюкен-Біркенфельдський.
Після смерті чоловіка Марія Амалія повернулася до Нойбурзького замку. Була великим магістром ордену Святої Єлизавети. У 1798 році стала настоятелькою фундації для жінок імені Святої Анни у Мюнхені.
Померла 20 квітня 1831 року. Похована у князівській крипті в Нойбурзі.